# Abax brevoorti
Abax brevoorti är en skalbaggsart som beskrevs av Leconte 1848. Abax brevoorti ingår i släktet Abax och familjen jordlöpare. Inga underarter finns listade i Catalogue of Life.